# Франсоа Бајру
Франсоа Рене Жан Лусијен Бајру (фр. François René Jean Lucien Bayrou; Бордер, 25. мај 1951) је француски политичар који је обављао функцију премијера Француске од децембра 2024. године. Председник је Европском демократском странком (ЕДП) од 2004. и Демократског покрета (MoDem) од 2007. године. Као центриста, био је кандидат на председничким изборима 2002, 2007. и 2012. године.
Од 1993. до 1997. године, Бајру је био министар националног образовања у три узастопне владе. Такође је био члан Народне скупштине за место у Атлантским Пиринејима од 1986. до 2012. године са кратким прекидима и члан Европског парламента од 1999. до 2002. године. Градоначелник је Поа од 2014. године.
Спекулисало се да ће Бајру бити кандидат на председничким изборима 2017. године, али је он одлучио да се не кандидује и уместо тога је подржао Емануела Макрона, који га је – након победе на изборима – именовао за државног министра правде у влади коју је предводио Едуар Филип. 21. јуна 2017. године поднео је оставку на место у влади усред истраге о наводном преварном запошљавању парламентарних асистената од стране MoDema, покренуте раније тог месеца. Ослобођен је тих оптужби 2024. године.
Дана 13. децембра 2024. године, Емануел Макрон га је именовао за премијера након што је влада Мишела Барнијеа срушена гласањем о неповерењу.

## Младост
Бајру је рођен 25. маја 1951. у Бордеру, Атлантски Пиринеји, селу које се налази између Поа и Лурда. Син је фармера Каликста Бајруа (1909–1974), градоначелника Бордера из редова МRP-а од 1947. до 1953. године, и Еме Сарту (1917–2009). Бајру потиче углавном од Окситанаца, осим са стране баке по мајци, која је Иркиња.
Када је Бајру био у младости, развио је муцање због чега је седам година похађао логопедску терапију. Прво је ишао у средњу школу у Поу, пре него што се пребацио у Бордо. Студирао је књижевност на универзитету, а са 23 године положио је „агрегацију“, највиши квалификациони ниво за наставнике у вишим средњим школама и припремним разредима у Француској. Отприлике у исто време, његов отац је погинуо у несрећи са трактором. Бајру се оженио Елизабет Перлан, познатом и као „Бабет“, 1971. године. Он и Перлан имају петоро деце, Елен, Мари, Доминик, Каликст и Ањес. Деца су одрасла на фарми где је Бајру рођен и где Бајру тренутно живи са Перлан.
Пре него што је започео своју политичку каријеру, Бајру је предавао историју у Беарну у француским Пиринејима. Написао је неколико књига о политици и историји, укључујући и једну о француском краљу Анрију IV. Бајруов хоби је узгој коња. Он је римокатолик, али снажно подржава француски систем секуларизма (француски: laïcité).

## Премијер (од 2024)
Дана 13. децембра 2024. године, након гласања о неповерењу којим је окончана влада Мишела Барнијеа, Емануел Макрон је именовао Бајруа за премијера. Јутро на дан номинације, Макрон је наводно обавестио Бајруа да је одлучио да га не номинује, само да би ревидирао свој став када је бесни Бајру запретио да ће повући подршку влади.
Упркос номинацији, Бајру се обавезао да ће остати на функцији градоначелника Поа, слично Жаку Шираку, који је истовремено био премијер и градоначелник Париза од 1986. до 1988. године. Мање од недељу дана након номинације, суочио се са критикама након што је одлетео у По председничким авионом Фалкон 7X да би присуствовао седници општинског већа, уместо да посети Мајот, који је тешко погођен циклоном Чидо.
Бајруова влада је коначно формирана 23. децембра, одржавајући циљ који је Бајру поставио да именује своје министре пре Божића.
Дана 30. децембра 2024. године, Бајру је посетио Мајот са неколико чланова владе и најавио неколико хитних мера за обнову инфраструктуре острва и решавање локалне кризе.
Дана 3. фебруара 2025. године, Бајру је усвојио буџет своје владе за ту годину након што је заобишао гласање у Народној скупштини путем посебних уставних овлашћења. То је довело до два неуспешна предлога за гласање о неповерењу против њега 5. фебруара и 10. фебруара.

## Функције

### Владине функције
- Министар народног образовања: 1993–1995.
- Министар народног образовања, вишег образовања и истраживања: 1995–1997.
- Министар правде: 2017.
- Премијер: 2024–

### Изборни мандати
Европски парламент
- Члан Европског парламента: 1999–2002. (Реизабран члан Народне скупштине Француске, 2002)

#### Народна скупштина Француске
- Члан Народне скупштине Француске 2. изборне јединице у Атлантским Пиренејима: 1986–1993 (постао министар 1993) / 1997–1999. (Постао члан Европског парламента, 1999) / 2002–2012. Изабран 1986, реизабран 1988, 1993, 1997, 2002, 2007. Игубио је своје место 17. јуна 2012.

Генерално веће
- Председник Генералног већа Атлантских Пиринеја: 1992–2001. Реизабран 1994, 1998.
- Генерални већник Атлантских Пиринеја: 1982–2008. Реизабран 1988, 1994, 2001.

Општинско веће
- Градоначелник Поа: од априла 2014.
- Општински већник Поа Атлантских Пиринеја: 1983–1993 (оставка) / од 2008. Реизабран 1989, 2008, 2014.

### Политичке функције
- Председник Уније за француску демократију : 1998–2007.
- Председник Европске демократске странке: од 2004.
- Председник Демократског покрета: од 2007.

## Спољашне везе
- bayrou.fr – Campaign Website
- lesdemocrates.fr – Website of Bayrou's party
- france-democrate.fr –  Website on the Democratic Movement
- bayrou.fr – Video Channel on YouTube
- Video François Bayrou
- François Bayrou Blog
- Site du Mouvement Democrate en Grande-Bretagne (Website of Bayrou's party in the UK and Ireland)
- Blog du Mouvement Democrate en Amerique du Nord – Etats-Unis et Canada Архивирано 17 децембар 2014 на сајту  (Website of Bayrou's party in North America)